# 書記官長
書記官長（しょきかんちょう）は、大日本帝国憲法下の日本において、会議体である官衙等に所属職員の長として置かれ、機関の庶務を掌った官吏の官職名。
書記翰長、翰長とも通称された。

## 一覧
主に次のものがある。
- 内閣書記官長 - 内閣に置かれる官吏で、機密文書の管掌、内閣の庶務の統理などを行った。現在の内閣官房長官の前身。
- 枢密院書記官長 - 枢密院の常務を管理する官吏。院の公文に副署し、会議に付すべき事項を審査して報告書を調製し、会議に列席して弁明の任に当たった。
- 貴族院書記官長 - 貴族院に置かれる官吏で、貴族院事務局の長。議長の指揮により、書記官の事務を提理し、公文に署名した。現在の参議院事務総長の前身。
- 衆議院書記官長 - 衆議院に置かれる官吏で、衆議院事務局の長。職務は貴族院書記官長と同様である。現在の衆議院事務総長の前身。

いずれも勅任官であるが、特に内閣・帝国議会両院の書記官長は、判任以下の所属職員の任免を専行し、内閣・議院の事務を統理する職権を有した。特に、内閣書記官長は「内閣の大番頭」と呼ばれ、枢要の職とみなされていた。
貴衆両院の書記官長は、議院の役員である国会両院の事務総長と異なり、官吏であり、議院の選挙によることなく、閣議決定を経た奏請に基づき天皇から任免大権により任免されていたが、議院法第17条の規定により、それぞれ貴族院議長又は衆議院議長の指揮を受けることとされていた。
これらのほか、朝鮮総督府中枢院にも勅任の書記官長が置かれていた。

## 歴代枢密院書記官長
| 代 | 氏名       | 在任期間                      | 前官                                                                  | 後官                      | 備考 |
| -- | ---------- | ----------------------------- | --------------------------------------------------------------------- | ------------------------- | --- |
| 1  | 井上毅     | 1888年4月30日- 1889年5月10日  |                                                                       |                           | 法制局長官(本官)と兼任 枢密顧問官(1890年7月19日-1893年3月7日)                                                                                      |
| 2  | 伊東巳代治 | 1889年5月10日- 1892年8月15日  | 枢密院書記官 兼枢密院議長秘書官                                       | 内閣書記官長              | 貴族院議員(1890年9月30日-1891年11月17日, 1894年1月23日-1899年7月18日) 枢密顧問官(1899年3月28日-1934年2月19日)                                      |
| 3  | 平山成信   | 1892年8月15日- 1894年1月29日  | (内閣書記官長)                                                        | (行政裁判所評定官)        | 貴族院議員(1894年1月23日-1919年11月5日) 枢密顧問官(1919年10月27日-1929年9月25日)                                                                   |
| 4  | 平田東助   | 1894年1月29日- 1898年11月8日  | (法制局部長)                                                          | 法制局長官 兼内閣恩給局長 | 貴族院議員(1890年9月30日-1922年9月27日) 枢密顧問官(1898年11月9日-1898年12月2日)                                                                    |
| 5  | 小牧昌業   | 1898年11月8日- 1903年7月24日  | (愛媛県知事)                                                          | (依願免本官)              | 貴族院議員(1897年12月23日-1922年10月25日) |
| 6  | 都筑馨六   | 1903年7月24日- 1908年7月24日  | (外務次官)                                                            | 特命全権大使              | 1907年4月19日から特命全権大使（本官）と兼任 貴族院議員(1899年4月19日-1909年2月27日) 枢密顧問官(1909年2月23日-1923年7月5日)                         |
| 7  | 河村金五郎 | 1908年7月24日- 1910年4月5日   | 枢密院書記官 兼枢密院議長秘書官 行政裁判所評定官                      | 宮内次官                  | |
| 8  | 河村金五郎 | 1910年4月7日- 1913年2月23日   |                                                                       |                           | 宮内次官(本官)と兼任 |
| 9  | 下岡忠治   | 1913年2月23日- 1914年4月16日  | 農商務次官                                                            | 内務次官                  | |
| 10 | 有松英義   | 1914年4月18日- 1916年10月9日  | 帝室林野局長官                                                        | 法制局長官 兼内閣恩給局長 | 貴族院議員(1911年8月24日-1920年2月24日) 枢密顧問官(1920年2月17日-1927年9月25日)                                                                    |
| 11 | 二上兵治   | 1916年10月13日- 1934年6月15日 | 枢密院書記官 兼枢密院議長秘書官 行政裁判所評定官 高等捕獲審検所事務官 | 行政裁判所長官            | 1928年10月31日特に親任官の待遇を賜う 貴族院議員(1924年1月17日-1939年8月28日) 枢密顧問官(1939年8月26日-1945年11月19日)                              |
| 12 | 村上恭一   | 1934年6月15日- 1939年8月29日  | 行政裁判所評定官 兼枢密院書記官                                       | (依願免本官)              | 1934年6月15日任枢密院書記官長兼行政裁判所評定官 1936年12月5日依願免兼官 1939年8月28日特に親任官の待遇を賜う 貴族院議員(1939年8月28日-1947年5月2日) |
| 13 | 堀江季雄   | 1939年8月29日- 1945年8月3日   | 枢密院書記官 兼枢密院議長秘書官 行政裁判所評定官                      | (依願免本官)              | 貴族院議員(1945年8月3日-1946年2月23日) |
| 14 | 石黒武重   | 1945年8月3日- 1945年12月13日  | (農商次官)                                                            | 法制局長官                | 衆議院議員(22) |
| 15 | 諸橋襄     | 1945年12月13日- 1947年5月2日  | 枢密院書記官 兼行政裁判所評定官 高等捕獲審検所事務官                  | (総理庁事務官)            | 貴族院議員(1946年8月14日-1947年5月2日) 衆議院法制部長(1947年6月19日-1947年8月20日)                                                                 |

- 備考中「衆議院議員」の後の括弧内の数字は、当選した衆議院議員総選挙の回次を示す。

## 歴代貴族院書記官長
| 代 | 氏名       | 在任期間                      | 前官                                         | 後官             | 備考 |
| -- | ---------- | ----------------------------- | -------------------------------------------- | ---------------- | --- |
| 1  | 金子堅太郎 | 1890年5月26日- 1894年1月31日  | 枢密院書記官                                 | 農商務次官       | 貴族院議員(1890年9月30日-1891年11月17日・ 1894年4月18日-1906年1月22日) 枢密顧問官(1906年1月9日-1942年5月16日)          |
| 2  | 中根重一   | 1894年2月16日- 1898年11月18日 | 法制局参事官 兼法制局書記官 逓信省参事官     | (依願免本官)     | |
| 3  | 太田峰三郎 | 1898年11月18日- 1914年4月7日  | (農商務省農務局長)                           | (在官中薨去)     | 1899年9月21日兼任行政裁判所評定官 1911年7月1日依願免兼官                                                               |
| 4  | 柳田國男   | 1914年4月13日- 1919年12月23日 | 法制局参事官                                 | (依願免本官)     | 1914年4月13日兼任貴族院書記官長 1914年4月30日免本官専任貴族院書記官長 枢密顧問官(1946年7月12日-1947年5月2日)           |
| 5  | 河井彌八   | 1919年12月23日- 1926年7月23日 | 貴族院書記官 兼法制局参事官                  | 内大臣秘書官長   | 貴族院議員(1938年1月7日-1947年5月2日) 参議院議員(1,2) 参議院議長(1953年5月19日-1956年4月3日)                           |
| 6  | 成瀬達     | 1926年7月23日- 1931年12月5日  | 貴族院書記官 兼特許局事務官                  | (依願免本官)     | |
| 7  | 長世吉     | 1931年12月5日- 1938年4月2日   | 貴族院書記官 兼営繕管財局書記官 法制局参事官 | (依願免本官)     | 貴族院議員(1938年4月2日-1947年5月2日)                                                                                  |
| 8  | 瀬古保次   | 1938年4月2日- 1940年12月4日   | 貴族院書記官 兼行政裁判所評定官              | 賞勲局総裁       | 貴族院議員(1946年2月5日-1947年5月2日)                                                                                  |
| 9  | 小林次郎   | 1940年12月4日- 1947年5月2日   | 貴族院書記官 兼行政裁判所評定官              | (参議院事務総長) | 1946年12月5日特に親任官の待遇を賜う 貴族院議員(1945年11月24日-1947年5月2日) 参議院事務総長(1947年5月3日-1949年9月30日) |

- 備考中「参議院議員」の後の括弧内の数字は、当選した参議院議員通常選挙の回次を示す。

## 歴代衆議院書記官長
| 代 | 氏名       | 在任期間                      | 前官                                      | 後官                                          | 備考 |
| -- | ---------- | ----------------------------- | ----------------------------------------- | --------------------------------------------- | --- |
| 1  | 曾禰荒助   | 1890年5月26日- 1892年1月23日  | 法制局書記官 兼臨時帝国議会事務局書記官   | (非職被仰付)                                  | 1892年7月25日依願免本官 衆議院議員(2) 衆議院副議長(1892年5月3日-1893年8月31日) 貴族院議員(1900年9月26日-1906年5月17日) 枢密顧問官(1906年4月13日-1907年9月21日) |
| 2  | 水野遵     | 1892年1月28日- 1895年5月7日   | 衆議院書記官                              | 弁理公使                                      | 貴族院議員(1897年12月23日-1900年6月15日) |
| 3  | 奥田義人   | 1895年6月14日- 1897年7月16日  | 内閣官報局長 兼行政裁判所評定官内閣書記官 | 拓殖務次官                                    | 衆議院議員(8,9) 貴族院議員(1912年5月27日-1917年8月21日) |
| 4  | 山田喜之助 | 1897年9月11日- 1897年11月22日 | (判事)                                    | (依願免本官)                                  | 衆議院議員(5,6) |
| 5  | 林田亀太郎 | 1897年11月22日- 1915年7月28日 | 衆議院書記官 兼農商務省参事官             | (依願免本官)                                  | 衆議院議員(14,15) |
| 6  | 岡崎国臣   | 1915年8月6日- 1917年5月19日   | 農商務書記官                              | (文官分限令第11条第1項 第4号ニ依リ休職被仰付) | 1918年6月19日依願免本官 |
| 7  | 寺田栄     | 1917年5月19日- 1923年8月29日  | 衆議院書記官                              | (依願免本官)                                  | 貴族院議員(1923年8月29日-1926年1月13日) |
| 8  | 中村藤兵衛 | 1923年8月29日- 1930年4月5日   | 衆議院書記官                              | (依願免本官)                                  | 貴族院議員(1946年3月22日-1947年5月2日) |
| 9  | 田口弼一   | 1930年4月5日- 1938年4月2日    | 衆議院書記官 兼行政裁判所評定官           | (依願免本官)                                  | 貴族院議員(1938年4月2日-1946年7月3日) |
| 10 | 大木操     | 1938年4月2日- 1945年10月11日  | 衆議院書記官 兼行政裁判所評定官           | (依願免本官)                                  | 貴族院議員(1945年10月5日-1947年5月2日) |
| 11 | 大池眞     | 1945年10月11日- 1947年5月2日  | 衆議院事務官 兼衆議院書記官               | (衆議院事務総長)                              | 衆議院事務総長(1947年5月3日-1952年11月7日, 1952年11月7日-1955年11月22日)                                                                                       |

- 備考中「衆議院議員」の後の括弧内の数字は、当選した衆議院議員総選挙の回次を示す。